# 宅男打籃球
《宅男打籃球》是一部由台灣漫畫家洪元建所創作的漫畫，於2015年4月15日開始在網路漫畫平台Webtoon連載，同時也在XXL美國職業籃球雜誌上進行連載。
2020年8月3日，臺灣男子職業籃球聯盟P. LEAGUE+新竹新球隊成立，取名為新竹攻城獅，靈感正是來自《宅男打籃球》中出現的「竹北攻城獅」隊，並且每年都會合作在新竹主場舉辦《宅男打籃球》主題周。
2021年8月2日，宣布影視化，將由內容物數位電影製作有限公司進行影視化改編，預計於2022年第二季開拍。

## 漫畫簡介
周大華學生時期是學校的風雲人物，高超的球技，帥氣的外表，看似大好的人生，卻在畢業後失去舞台而黯淡落幕。轉眼間，周大華變成一位年近30，過著鹹魚般混吃等死的魯蛇。在一個寒冷的夜晚，歷經重大打擊，他才意識到這一切跟10年前幻想自己的人生完全不一樣，現在的他，是一個沒有目標，沒有未來的徹底失敗者。就在他沮喪至極的時刻，出現一位學生時期的忠實球迷，邀請他參加一場"寶島社區盃3V3籃球大賽"。於是，由一群蝦兵蟹將所組成的隊伍，正式參賽！！

## 登場角色

### 美又大漢堡
美又大漢堡隊為本故事中最重要的主角球隊， 由阿基號召周大華、蔡宗憲、魚頭加上親哥哥蛙仔組成。
球隊以周大華為核心~ 雖然一開始經驗不足且穩定性不夠，每個人的能力也有限~ 但隨著球季中的各種訓練大家開始有獨當一面的能力，雖然不被大家看好，但是也多次打出驚喜擊敗強隊~ 好奇聯賽季後賽他們能走遠?~
周大華
本作主角，身高：178公分，體重：78公斤，背號：4，強項：傳球、球商和扛壓。
學生時期是學校風雲人物，擁有帥氣的外表、高超的球技。但十年過後卻一事無成，在人生最低潮時刻，因緣際會參加了「寶島盃社區3對3籃球大賽」，他的人生因此開始有所轉變。
阿基/吳振基
身高：184公分，體重：77公斤，背號：10，強項：體能。
家裡開早餐店的阿基，是促使周大華再度接觸籃球的重要人物。就讀體專主修田徑跳遠但卻最鍾愛籃球的他，雖然球技粗糙但是體能勁爆。跟從小一起長大的死黨蔡宗憲有著同樣對自己的誤解,就是真心覺得自己很帥。
蔡宗憲
身高：187公分，體重：85公斤，背號：9，強項：各項能力都有一定水準。
家裡開汽機車維修行，外表及行為都台台的蔡宗憲，是阿基國中認識到現在的好友，因此被恿參加大賽。曾經是校隊的他後來把籃球單純當興趣，手長腳長在攻守兩端都有一定的幫助。對自己的顏質可以說是自信度爆棚。
蛙仔/吳振漥
身高：164公分，體重：68公斤，背號：0，強項：投射。
蛙仔是阿基的哥哥，在早餐店幫忙的平凡宅男，但跟一般宅男不一樣的是，蛙仔非常喜歡籃球。十年前一場三對三，讓蛙仔決定默默苦練外線，發誓下一次跟周大華隊時要成為他的得力的助手，十年過後 他們再次相遇。
魚頭/余國雄
身高：192公分，體重：118公斤，背號：6，強項：體型和籃板。
余國雄外魚頭，原先是必殺漁港隊的球員，擁有絕佳禁區身材的他卻一直不擅長使用身材優勢，在球場上總是溫和沒殺氣的打法，也讓他成為隊上的出氣桶。夢想能和了解自己的隊友一起快樂的打球，在經過周大華說服後轉而加入美又大隊。

#### 相關人員
許星凌
身高：164公分，體重：50公斤
在運動雜誌擔任編輯，是阿基的鄰居以及美又大早餐店的忠實顧客。因為前男友的關係喜歡上籃球，個性外向、體貼是會讓人感到溫暖的陽光女孩，有養一隻柴犬叫蛋塔。隨著聯賽的進行周大華也慢慢對星凌產生好感。
唐愛姍
身高：162公分，體重：50公斤
同是田徑校隊的學姊唐愛姍，是阿基心目中的女神，看似冷酷的外表下,其實是個渴望穩定感情的女孩，因為對異性外貌的執著，讓她常吸引到帥氣但花心的對象。在與阿基朝夕相處後，居然也慢慢欣賞到阿基的“帥”。
鬼哥
身高：180公分，體重：96公斤，強項：籃板。
鬼哥是常出沒於各大球場的籃板癡漢，雖然身高不突出，投射也相當糟糕，但靠著極度恐怖的籃板能力而打響名號。行為舉止都相當變態的他跟蔡宗憲、阿基一拍即合，在故事裡不定期亂入。同時他平日也在經營著餐車生意《鬼畜輪姦》。

### ISOLATION
兔子/李偉柏
本作另一主角，身高：183公分，體重：75公斤，背號：3，強項：切入和運球。
擁有強大籃球天賦的RABBIT最愛的卻不是籃球。為了擁有屬於自己的錄音室並且朝嘻哈繞舌之路前進，屈就現實在便利商店打工。参加比賽只是為了拿到獎金。但在一整季的球季中，慢慢發現埋藏在體內的籃球魂。
黃亞楠
前職業選手和籃球國手，身高：184公分，體重：79公斤，背號：20，強項：投射和扛壓。
從默默無名的板凳選手一路走到籃球國手，黃亞楠可以說是苦練型的球員代表。兩年前的運動傷害讓他離開球場，透過寶島的賽事希望能找回身手並且重回職業籃壇，不上不下的年紀讓他一直在繼續還是放棄挑戰中掙扎。
大山/祝鼎堯
身高：198公分，體重：111公斤，背號：50，強項：體能和籃板。
擁有阿美族血統的大山不但有著職業選手的身材。結合技巧與爆發力的禁區打法更讓他在街頭籃球圈頗有名號，唯獨外線跟罰球是場上唯一罩門。年輕時曾經荒唐過的大山靠著籃球重回正軌，並且跟父親一起經營鹽酥雞的生意。
刺哥/林坤賜
背號：8
刺哥/林坤賜
背號：13
胖達/洪昇達
身高：170公分，體重：96公斤，背號：0，強項：無。
胖達是兔子的大學死黨兼跟班，表面上都在吃喝玩樂，但其實是很有義氣的兄弟。擁有柔道五段的他誤打誤撞也跟著兔子加入ISOLATION，雖然沒有太多的上場時間，但隨著賽季的進行也逐漸愛上籃球。

#### 相關人員
鼠王

### 魏氏戰神
魏氏戰神是由魏氏集團少東魏仲豪打造組成~ 魏仲豪致力於推廣父親不看好的台灣首個職業籃球聯盟，主辦這次的三打三錦標賽主要也是為了之後的籃球聯盟做預熱和行銷目的。隊上的成員主要來自留學時期認識的好友，而柯曼為特別從海外重金邀請來台助拳的籃球浪人，雖然因為身高與功能性原因NBA選秀落選但實力依舊備受矚目。
安東尼·柯曼/Coleman
身高：198公分，體重：110公斤，背號：14，強項：體能、籃板和火鍋。
魏氏神高金聘請的洋將，曾經有機會進入籃球最高殿堂的柯曼，因為品性不良愛惹麻加上打法未能跟上世界潮流而成為籃球傭兵，但以他的條件跟身手面對亞洲隊伍算是綽綽有餘，目前積極尋求一份穩定的長期合約。
魏仲豪
身高：185公分，體重：80公斤，背號：7，強項：抄截。
魏仲豪是魏氏集團第二代，在國外求學多年返國進入家族企業準備接班，帥氣又多金從頭到腳都符合普世價值的人生勝利組，但也因此做任何事都備受質疑。熱愛籃球的他準備用手上資源協助台灣籃壇打早更完善的舞台。
梁馬克
背號：34號
譚傑夫
背號：1號
杜建宇
背號：35號

### 必殺漁港
來自基隆漁港的球隊~

球隊的靈魂是阿翔，家裡是經營海產店因為雇用魚頭的父親因而認識了魚頭，團隊搭配身體素質不差的籃板好手阿福與專職防守中後期練出一些外線的阿傑是支擁有穩定強度的球隊。
黃裕翔(阿翔)
背號：1號
謝銘福(阿福)
背號：7號
林岱葦(大尾)
背號：33號
黃閔傑(阿傑)
背號：12號

## 出版書籍
| 冊數 | 發售日期       | ISBN          | 封面人物         |
| ---- | -------------- | ------------- | ---------------- |
| 1    | 2016年1月27日  | 9789866081569 | 周大華、阿基     |
| 2    | 2016年2月17日  | 9789866081576 | 兔子、胖達       |
| 3    | 2016年6月1日   | 9789866081651 | 小李、唐雲飛     |
| 4    | 2016年8月2日   | 9789866081682 | 魚頭             |
| 5    | 2016年11月23日 | 9789866081729 | 周大華、魔王     |
| 6    | 2017年2月8日   | 9789866081767 | 宗憲、蛙仔       |
| 7    | 2017年6月28日  | 9789866081798 | 大山、黃亞楠     |
| 8    | 2017年8月10日  | 9789866081835 | 宗憲、阿基       |
| 9    | 2018年1月17日  | 9789866081910 | 星凌、愛珊       |
| 10   | 2018年5月30日  | 9789869606349 | 阿基、鬼哥、蛙仔 |
| 11   | 2018年11月28日 | 9789869681285 | 兔子、周大華     |
| 12   | 2019年3月27日  | 9789869718646 | 宗憲、吳利       |
| 13   | 2019年8月1日   | 9789869718653 | 宗憲、阿基       |
| 14   | 2019年12月25日 | 9789869857505 | 兔子、阿豪       |
| 15   | 2020年4月15日  | 9789869857581 | 魚頭、阿翔       |
| 16   | 2020年9月30日  | 9789869910194 | 阿基、蛙仔       |
| 17   | 2021年3月31日  | 9789860610932 | 蛙仔、蟲蟲       |
| 18   | 2021年10月14日 | 9786267059005 | 周大華、星凌     |
| 19   | 2022年3月23日  | 9786267059357 | 黃亞楠、思思     |
| 20   | 2022年8月10日  | 9786267059449 | 阿基、柯曼       |
| 21   | 2023年2月8日   | 9786267059722 | 兔子、胖達       |
| 22   | 2023年7月12日  | 9786267059845 | 魚頭、黃文虎     |
| 23   | 2024年1月15日  | 9786267373231 | 周大華、小鎧     |
| 24   | 2024年7月3日   | 9786267373460 | 阿基、愛珊       |

## 外部連結
- 宅男打籃球webtoon （页面存档备份，存于）
- 宅男打籃球facebook